# Czusowaja
Czusowaja (ros. Чусовая) – rzeka w Rosji. Uchodzi do Zbiornika Kamskiego.
Długość – 592 km, powierzchnia zlewni – 23 tys. km²
Częste powodzie w okresie od połowy kwietnia do połowy czerwca. Zamarza w okresie między końcem października a przełomem kwietnia i maja.
Większe miasta położone nad rzeką: Pierwouralsk, Czusowoj.